# Anton von Zglinicki
Friedrich Otto Anton Stephan von Zglinicki (* 13. Oktober 1775 in Berlin; † 21. September 1843 in Altlandsberg) war ein preußischer Generalmajor und Kommandeur der 7. Infanterie-Brigade.

## Leben

### Herkunft
Seine Eltern waren der Major und Kommandant von Brieg Anton von Zglinicki (1727–1791) und dessen Ehefrau Susanne Elisabeth, geborene du Titre (Dutrite) (1746–1814).

### Militärkarriere
Zglinicki kam am 16. August 1787 als Gefreitenkorporal in das Infanterieregiment „von Lichnowski“ der Preußischen Armee. Dort wurde er am 7. Juni 1793 Fähnrich und nahm als solcher während des Feldzuges in Polen 1794/95 am Gefecht bei Malgotsch teil. Bis 10. April 1804 avancierte Zglinicki zum Premierleutnant.
Im Vierten Koalitionskrieg kämpfte er in der Schlacht bei Jena und wurde nach der Kapitulation bei Prenzlau inaktiv gestellt. Zglinicki schlug sich nach Ostpreußen durch, schloss sich 1807 dem Freikorps „Marwitz“ an und wurde am 20. September 1807 Stabskapitän. Nach Auflösung des Freikorps kam er zum Grenadierbataillon „Wangenheim“, dass sich aus den Grenadieren der Regimenter „von Ruits“ und „von Ploetz“ formierte. Am 31. Januar 1808 wurde er zum Kapitän befördert und als Kompaniechef in das 1. Pommerische Infanterie-Regiment (Nr. 2) versetzt. Während des Russlandfeldzuges kämpfte Zglinicki 1812 bei der Belagerung von Riga und geriet im Gefecht bei Dahlenkirch schwer verletzt in Gefangenschaft.
Während der Befreiungskriege kämpfte er in den Schlachten bei Großbeeren, Dennewitz, Leipzig, Laon sowie in dem Gefecht an der Waal, bei Antwerpen, Compiegne und Herzogenbusch. Ferner nahm er am Sturm auf Wittenberg und am Sturm auf Arnheim teil. Für Großbeeren erhielt er eine Belobigung, bei Dennewitz erwarb er das Eiserne Kreuz II. Klasse und für Arnheim erhielt er das Kreuz I. Klasse. Zudem wurde Zglinicki am 26. März 1813 Major und Kommandeur des 1. Reserve-Bataillons im Colbergschen Infanterie-Regiments (Nr. 9). Kurz darauf folgte am 1. Juni 1813 seine Versetzung als Kommandeur des I. Bataillons in das 9. Reserve-Infanterie-Regiments (Nr. 21). Am 10. April 1815 kam er dann als Kommandeur zum 3. Rheinischen Landwehr-Infanterie-Regiments und wurde am 3. Oktober 1815 zum Oberstleutnant befördert.
Am 9. Juni 1817 ernannte man ihn zum Kommandeur des 19. Infanterie-Regiments und in dieser Stellung wurde Zglinicki am 3. April 1820 mit Patent vom 11. April 1820 zum Oberst befördert. Daran schloss sich am 30. März 1830 eine Verwendung als Kommandeur der 7. Infanterie-Brigade an und ein Jahr später die Beförderung zum Generalmajor an. In Würdigung seiner Verdienste erhielt Zglinicki am 22. Januar 1836 den Roten Adlerorden II. Klasse mit Eichenlaub. Am 15. März 1838 wurde ihm sein Abschied mit der gesetzlichen Pension. Er starb am 21. September 1843 in Altlandsberg.
In seiner Beurteilung aus dem Jahr 1820 durch den General von Hiller heißt es: „Ist ein anerkannt braver, ritterlich gesinnter Mann, sehr eifrig, pünktlich und streng im Dienst, eine Mäßigung seine heftigen Temperaments bleibt immer noch zu wünschen. Das 19. Regiment nimmt übrigens an Dressur, Instruktion und Ordnung fortwährend zu. Die Armee besitzt an dem Oberst von Zglinicki für Krieg und Frieden einen respektablen, zuverlässigen Stabsoffizier, der auch als Brigadekommandeur zu empfehlen ist“.

### Familie
Zglinicki heiratete am 18. Oktober 1810 in Kosemühl Henriette von Zitzewitz (1794–1861). Das Paar hatte mehrere Kinder:
- Max (1814–1833)
- Karl (1815–1883), preußischer Generalleutnant ⚭ 1861 Maria Wilson (1840–1890)[1]
- Maria (*/† 1817)
- Hugo (1818–1819)
- Anton (* 1820), Oberst und Kommandant der Festung Bitsch ⚭ Pauline Wilhelmine Bubach (* 1831)
- Wanda (* 1822) ⚭ 1848 Diomed Ludwig Friedemann Freiherr von Schellersheim (1801–1874)[2]
- Wilhelm (1824–1852), Sekondeleutnant a. D.
- Marie Helene (1826–1869)
- Friedrich (1828–1849), Sekondeleutnant
- Paul (1830–1911), preußischer General der Artillerie ⚭ 1871 Eva Klar Pauline Astra von Uechtritz (* 1846), geschiedene Freiin von Sztankovics[3]
- Bogislav (1833–1908), Premierleutnant ⚭ 1871 Mary Monaete (* 1847)
- Elisabeth (1834–1836)

In Anerkennung seiner Verdienste erhielt die Witwe neben ihrem Witwengehalt eine jährliche Pension von 200 Talern sowie eine Beihilfe zur Erziehung ihrer jüngsten Sohnes.